# Miquel (cantant)
Miquel Nafría, conegut artísticament amb el monòmin miquel (Igualada, 1996), és un cantautor i productor musical català. És un artista independent que autoprodueix la seva música que, principalment, és una barreja d'acústic, sons orquestrals, electrònics i experimental.
Va debutar a finals del 2021 amb un disc titulat ç (llegit com a ce trencada), la temàtica del qual gira sobre el procés del dol, de l’amor i la mort.
El 2022 va llançar el seu segon àlbum, l·l (llegit com a ela geminada), que explora estils diferents en cada una de les cançons. El disc compta amb col·laboracions d'altres artistes com Socunbohemio, Pep Saula (Sexenni) i Jan Aygua.